# Jerry Hobbs
Jerry R. Hobbs (25 de janeiro de 1942) é um cientista da computação estadunidense.

## Obras
- Literature and Cognition (Lecture Notes, Center for the Study of Language and Information, Jul 9, 1990)
- Local Pragmatics (Technical note, SRI International, 1987)
- Commonsense Metaphysics and Lexical Semantics (Technical note, SRI International, 1986)
- An Algorithm for Generating Quantifier Scopings (Report, Center for the Study of Language and Information, 1986)
- Formal Theories of the Commonsense World (Ablex Series in Artificial Intelligence, Vol. 1, Jun 1985, with Robert C. Moore)
- On the Coherence and Structure of Discourse (Report, 1985)
- The Coherence of Incoherent Discourse (Report, 1985)
- Making Computational Sense of Montague's Intensional Logic (Courant computer science report, 1976)
- A Metalanguage for Expressing Grammatical Restrictions in Nodal Spans Parsing of Natural Language (Courant computer science report, 1974)